# MTV Video Music Awards Japan 2004
MTV Video Music Awards Japan 2004 conducidos por Tomomitsu Yamaguchi en el Tokyo Bay NK Hall.

## Actuaciones
- Ayumi Hamasaki
- Outkast
- Pharrell
- Namie Amuro
- Mary J. Blige
- Good Charlotte
- Janet Jackson
- Missy Elliott
- M-Flo
- The Darkness
- Mika Nakashima

## Video del Año
- Mika Nakashima — "Seppun"
- Missy Elliott — "Pass That Dutch"
- Mr.Children — "Tenohira"/"Kurumi"
- Outkast — "Hey Ya!"
- Radiohead — "There, There"

## Álbum del Año
- Exile — Exile Entertainment
- Linkin Park — Meteora
- Mika Nakashima — Love
- Missy Elliott — This is Not a Test!
- Outkast — Speakerboxxx/The Love Below

## Mejor Video Masculino
- Ken Hirai — "Style"
- Justin Timberlake — "Rock Your Body"
- Pharrell con Jay-Z — "Frontin'"
- Sean Paul — "Get Busy"
- Zeebra — "Touch the sky"

## Mejor Video Femenino
- Ayumi Hamasaki — "Because of You"
- Beyoncé con Jay-Z — "Crazy in Love"
- BoA — "Double"
- Britney Spears con Madonna — "Me Against the Music"
- Mika Nakashima — "Yuki no Hana"

## Mejor Video de Grupo
- Blue — "Guilty"
- Dragon Ash — "morrow"
- Kick The Can Crew — "Saga Continue"
- Rip Slyme — "Joint"
- The Black Eyed Peas — "Where Is the Love?"

## Mejor Artista Nuevo en un Video
- Evanescence — "Bring Me to Life"
- Good Charlotte — "The Anthem"
- Halcali — "Strawberry Chips"
- Orange Range — "Shanghai Honey"
- Stacie Orrico — "Stuck"

## Mejor Video Rock
- 175R — "Tegami"
- Dragon Ash — "Morrow"
- Good Charlotte — "The Anthem"
- Linkin Park — "Somewhere I Belong"
- Metallica — "St. Anger"

## Mejor Video Pop
- Ayumi Hamasaki — "No way to say"
- Blue — "Guilty"
- Ketsumeishi — "Nasu no Omoide"
- Orange Range — "Shanghai Honey"
- Outkast — "Hey Ya!"

## Mejor Video R&B
- Alicia Keys — "You Don't Know My Name"
- Crystal Kay — "Candy"
- Double — "Destiny"
- Mary J. Blige con Method Man — "Love @ 1st Sight"
- Namie Amuro — "Put 'Em Up"

## Mejor Video Hip-Hop
- 50 Cent — "21 Questions"
- Jay-Z con Pharrell — "Change Clothes"
- Missy Elliott — "Pass That Dutch"
- Rhymester — "Joint"
- Zeebra — "Touch the sky"

## Mejor Video Dance
- BoA — "Double"
- Fire Ball — "Da Bala"
- Kylie Minogue — "Slow"
- Mondo Grosso con Kj — "Shinin"
- Sean Paul — "Get Busy"

## Mejor Video Revelación
- Halcali — "Girigiri"
- Mika Nakashima — "Love Addict"
- Orange Range — "Shanghai Honey"
- Sean Paul — "Get Busy"
- The Black Eyed Peas — "Where Is the Love?"

## Mejor Video de una Película
- Evanescence — "Bring Me to Life" (Daredevil)
- Korn — "Did My Time" (Lara Croft Tomb Raider 2: La cuna de la vida)
- Nelly, P.Diddy y Murphy Lee — "Shake Ya Tailfeather" (Bad Boys 2)
- Pink con William Orbit — "Feel Good Time" (Los Ángeles de Charlie: Al límite)

## Mejor Colaboración
- Beyoncé con Jay-Z — "Crazy in Love"
- Brintey Spears con Madonna — "Me Against the Music"
- Ken Hirai y Begin — "Miagete goran yoru No Hoshi Wo"
- M-Flo loves Who? con Crystal Kay — "Reeewind! / I Like it"
- Voice of Love Posse — "Voice of love "

## Mejor Actuación en vivo
- Ayumi Hamasaki
- Good Charlotte
- Mary J. Blige
- M-Flo loves Who?
- Missy Elliott

## buzz ASIA

### Japón
- AI — "After the Rain"
- Chemistry — "So in Vain"
- Crystal Kay — "Can't be Stopped"
- Ken Hirai — "style"
- Hyde — "Horizon"
- Kick the Can Crew — "Vacation"
- Namie Amuro — "Put 'Em Up"
- Rip Slyme — "Joint"
- Hitomi Yaida — "Hitori Jenga"

### Corea
- Ba Da — "Music"
- Drunken Tiger — "Thumb"
- Eugene — "The Best"
- Jaurim — "Hey Guyz"
- Koo Junyup — "Escape"
- M — "Just One Night"
- Wheesung — "With Me"
- Yoon Band — "I Will Forget"
- Yoon Gun — "By Chance"

### Taiwán
- 5566 — "Waiting"
- A Mei — "Brave"
- David Tao — "Black Orange"
- Elva Hsiao — "Password to Love"
- Faye Wong — "Will Be Loving"
- Jay Chou — "In Name of Father"
- Mayday — "God of Gambling"
- Vivian Hsu — "Mask"
- Wang Lee Hom — "Last Night"

## Premios Especiales
- Premio Legenda:  Ozzy Osbourne
- Premio a la Inspiración:  Janet Jackson
- Mejor Website:  Kick the can crew (www.kickthecancrew.com)
- Mejor Estilo en un Video:  Mika Nakashima — "Kissing"
- Mejor Dirección:  The White Stripes — "The Hardest Button To Button" (Michael Gondry)
- Mejores Efectos Especiales en un Video:  The Chemical Brothers — "Get Yourself High"
- Actuación más Impresionante:  Mary J. Blige

- Datos: Q4603021